# Петрик Олександр Григорович
Олександр Григорович Петрик (26 серпня 1941 Сахутівка, Чернігівська область - 12 квітня 1998) - народний депутат Росії, депутат Державної думи другого скликання.

## Біографія
Народився 26 серпня 1941 року в с. Сахутівка Чернігівської області Української РСР. Українець.
Закінчив Цілиноградський сільськогосподарський інститут, Ростовську міжобласну Вищу партійну школу.
Трудову діяльність розпочав механізатором на цілині, пройшов шлях до головного інженера радгоспу «Березівський» Північно-Казахстанської області. З 1974 року працював головним інженером підприємства «Транссільгосптехніка», начальником автотранспортного підприємства у Брюховецькому районі Краснодарського краю. З 1977 року перебував на партійній та радянській роботі: заступник голови та голова виконкому Брюховецької районної Ради, інструктор Краснодарського крайкому КПРС, перший секретар Брюховецького райкому КПРС, голова Брюховецької районної Ради.
З 1990 по 1993 рік - народний депутат РФ, член Ради Національностей Верховної Ради РФ, був членом Комітету із соціального розвитку села, аграрних питань та продовольства, входив до фракції «Отчизна» та групи «Реформа армії».
Перед обранням до Державної Думи був депутатом Законодавчих Зборів Краснодарського краю.

### Депутат держдуми
У Держдумі був членом фракції КПРФ, заступником голови Комітету з Регламенту та організації роботи Державної Думи.
Помер 12 квітня 1998 року. Депутатом Держдуми від округу Петрика на його місце було обрано директора цегельного заводу О. Бурулько.